# Copycat
Copycat és un thriller estatunidenc dirigit per Jon Amiel estrenat l'any 1995. Ha estat doblat al català.

## Argument
La psicòloga Helen Hudson (Sigourney Weaver) és una famosa experta en assassins en sèrie, cosa que li permet escriure best-sellers que fan la seva glòria i la seva fortuna.
Després que un dels seus vells pacients malalt d'una psicosi — Daryll Lee Cullum (Harry Connick Jr) — intenta assassinar-la a la sortida d'una conferència, es tanca en ella mateixa, deixa de treballar, esdevé agorafòbica i vagament alcohòlica; pateix atacs de pànic lligats al xoc i a la idea d'un nou intent d'homicidi, comença una existència reclosa a l'interior del seu luxós pis on només el seu ajudant hi és admès.
Els inspectors de policia MJ Monahan (Holly Hunter) i Ruben Goetz (Dermot Mulroney) investiguen sobre una successió d'homicidis de noies joves, i això els porta a Helen Hudson i a finalment sol·licitar la seva ajuda. Helen s'adona que un intrús entra al seu pis malgrat la presència d'un policia. Ajudarà els dos investigadors. Ruben mor en un incident a comissaria.

## Repartiment
- Sigourney Weaver: Helen Hudson
- Holly Hunter: M.J. Monahan
- Dermot Mulroney: Reuben Goetz
- Harry Connick, Jr.: Daryll Lee Cullum
- William McNamara: Peter Foley
- J.E. Freeman: Tinent Thomas Quinn
- Will Patton: Nicoletti
- John Rothman: Andy

## Música
La banda original del film ha estat escrita per Christopher Young i publicada l'octubre de 1995 per l'etiqueta Milan Records.
1. "Get Up To This - New World Beat
2. "Carabu Party - Steven Ray
3. "Techno Boy - Silkski (Jerome Evans)
4. Main Title From 'Copycat'
5. Stick Him Or Shoot Him
6. Housebound
7. Silent Screams
8. Murder's Any Art
9. In Darkness
10. Take A Life
11. Next To The Devil
12. Pastoral Horror
13. Silhouette
14. Gallows
15. Butchers and Bakers
16. Panic
17. Who's Afraid
18. Lay Me Down
19. The Barber Of Seville: Largo Al Factotum - Roberto Servile/Failoni Chamber Orchestra/Will Humburg
20. Tosca: Vissi De arte - Gabriela Benackova/The Czech Philharmonic Orchestra/Bohumil Gregor

Les peces presents al film són també: In paradisium, de Gabriel Fauré, treta de la Missa de Requiem Op. 48, Murder By Numbers del grup The Police, així com diferents peces del grup Jefferson Airplane.

## Rebuda
- A França, en el Festival de cinema policíac de Cognac el 1996, el film rep el Premi del públic « Crèdit Agrícole ».
- Crítica: "Interessant thriller amb psicòpata. Excel·lent repartiment (...) Apassionant història. Molt comercial i amb qualitat"[3]